# Иокогама (бейсбольный стадион)
Бейсбольный стадион «Иокогама»' (яп.  横浜スタジアム, Yokohama Sutajiamu, англ. Yokohama stadium) — спортивная арена, расположенная в районе Нака-Ку, города Иокогамы префектуры Канагавы.

## Описание
Бейсбольный стадион Иокогамы расположен в центре города и является домашней базой японской бейсбольной команды Yokohama DeNA BayStars. Стадион, построенный в 1978 году, имеет зеленое поле с дерновым покрытием. Вместимость стадиона Йокогамы - 35 000 зрителей.

## Культурные мероприятия
Стадион Иокогама принимал большое количество международных артистов.
2 августа 1981 года на стадионе выступила американская рок-группа Santana .
Майкл Джексон выступал на стадионе 5 раз в рамках своего тура Bad. Все билеты на пять концертов были распроданы, и в общей сложности около 240 000 человек (около 48 000 человек в среднем на шоу) пришли посмотреть на Джексона. Его выступления проходили в сентябре и октябре 1987 года. Одно из его выступлений на стадионе было записано и выпущено на видеокассету под названием: Michael Jackson Live in Japan.
Там же проходили гастроли Тины Тернер. Она выступала 4 раза в марте 1988 года .
Среди известных артистов можно отметить выступление Мадонны, которая выступила на стадионе три раза, как часть ее Blond Ambition World Tour в апреле 1990 года. Одно из ее выступлений на стадионе было записано, а затем был выпущен лазерный диск и VHS кассеты под названием: Blond Ambition - Япония Tour 90.

## Спортивные соревнования
- Бейсбол на Олимпийских играх 2020
- Софтбол на Олимпийских играх 2020